# Бумеранг
Бумеранг (енгл. boomerang, према називу аустралијских домородаца у околини Сиднеја vumera, vomera) је бацачко оружје од еукалиптусовог или сличног дрвета, најчешће коленастог или српастог облика. Различити примерци бумеранга, израђени су понегде и од других материјала (слоноваче, метала), пронађени су у Египту, Судану, јужној Индији, Америци, Океанији и у Европи. Бумеранг може бити различите дужине (16—120 cm), дебљине 6—7,5 cm и тежине (до 250 g). Распон између кракова бумеранга варира од 45 до 60 cm, а угао између њих је од 70° до 130°). Према специфичности облика, а тим и особинама лета, разликује се повратни и неповратни, тзв. ратни бумеранг. Повратни је лакши и тањи, а леви крај мало савијен нагоре и надоле. Бумеранг служи за игру, а каткад и за лов на птице.
Баца се снажним замахом, конкавном страном окренутом напред. Приликом избачаја треба да клизне између палца и осталих прстију и да се што јаче заврти у смеру кракова око себе. Путања зависи од вештине бацача, његове снаге, смера и у угла избачаја, као и од јаче или слабије савијености кракова. После избачаја најпре лети око 10 m у правцу према усмереном циљу. Ако не погоди циљ, постепено се диже увис и скреће лево или десно, испред бацача или иза њега.
Ратни бумеранг је тежи и већи, мање савијених кракова, па се због тога не враћа бацачу. Служи за борбу и лов на мање животиње. Бумеранг важи за опасно оружје, јер се у тренутку кад се појави из ваздуха, не може се тачно утврдити правац лета ни место где ће пасти. Бумеранзи су се у прошлости користили за лов, као и спорт и забаву. О њима се обично мисли као о аустралијској икони, и имају различите облике и величине. Због врло различитих могућности бацања и путање, често се користи у спортским такмичењима и игри.

## Разне намене
Бумеранг може имати различите облике и величине, зависно од земљописном или племенском пореклу, те о намени. Најпознатији је бумеранг који, ако је исправно бачен, остварује заобљену путању и враћа се на исходиште. Друге се врсте овог оружја се не враћају, већ се међу Абориџинима користе за међусобну борбу. Бумеранг се може користити на разне начине: као оружје, као музички инструмент (удараљка), као својеврсна тољага у борбама, за паљење пламена, као мамац у риболову, те као играчка. Најмањи бумеранг може бити краћи од 10 cm, а највећи може имати и више од 2 метра. Племенски бумеранзи често су украшени урезивањем или сликаријама. Већина бумеранга који се данас могу видети израђени су у туристичке или такмичарске сврхе.

## Историја
Бумеранзи су историјски кориштени као оружја за лов, ударачки музички инструменти, борбене батине, стартери ватре, варалице за лов на водене птице и играчке за рекреацију. Најмањи бумеранг може бити краћи од 10 cm од врха до врха, а највећи преко 180 cm у дужини. Племенски бумеранзи могу имати урезане натписе или бити обојени дизајном који је значајан за њихове творце. Већина бумеранга данас виђених су туристичке или такмичарске врсте и готово су увек повратног типа. Прикази бумеранга који се бацају на животиње, попут кенгура, појављују се у неком од најстаријих стенских слика на свету, аутохтоној аустралијској стенској уметности регије Кимберли која је потенцијално стара и до 50 000 година. Отисци и слике бумеранга појављују се и у стеновитој уметности Западне Нове Гвинеје, укључујући и полуострво Птичја глава и на Кајмани, а вероватно потичу из последњег леденог максимума, када су нижи нивои мора довели до културног континуитета између Папуе и Арнемове земље у северној Аустралији. Најстарији преживели аустралијски абориџински бумеранзи потичу из кеша пронађеног у тресетишту у мочвари Вири у Јужној Аустралији и датирају од 10.000 година пре нове ере.
Иако се традиционално сматрају аустралијским, бумеранзи су пронађени и у древној Европи, Египту и Северној Америци. Постоје докази о употреби бумеранга који се не враћају од стране домородачких Американаца у Калифорнији и Аризони, и становника јужне Индије за убијање птица и зечева. Неки бумеранзи уопште нису бацани, већ су их Аустралијски староседеоци користили у борби прса у прса. Пронађени су и древни египатски примери, и експерименти су показали да су функционисали као повратни бумеранзи. Сматра се да су ловачки штапови откривени у Европи били део арсенала оружја каменог доба. Један бумеранг који је откривен у пећини Облазова у Карпатским планинама у Пољској направљен је од мамутове кљове и сматра се да је, на основу АМС датирања предмета пронађених са њим, стар око 30 000 година. У Холандији су бумеранзи пронађени у Влардингену и Велсену из првог века пре нове ере. Краљ Тутанкамон, чувени фараон древног Египта, који је умро пре више од 3.300 година, поседовао је колекцију бумеранга и равно летеће (ловне) и повратне варијанте.

### Стари свет и Египат
Енглез Хауард Картер је пронашао у Египту разна оружја међу којима и бумеранг. Бумеранг се међутим у Египту користио у свим периодима за лов на птице мочварице. На једном папирусу постоји приказ Тутанкамона како стоји у чамцу са бумерангом у десној и птицама у левој руци.
Најстарији прикази бумеранга налазе се на сликама са стена још од млађег палеолита (5000—1800. п. н. е.) и отада се константно користи у прехришћанској Европи. У минојском подручју (2000. п. н. е.) симбол је положаја и достојанства војних вођа. У Грчкој служи у лову на зеца, а познају га под именом „лагоболон”. Римљани га такође познају негде од 500. п. н. е., али је тек у употреби код руралне популације, а намена му је иста као и код Грка.
Северније од Грка и Римљана бумеранг се такође користи у лову на птице код Гота (100 године). Њега су познавали и Гали и Тевтонци 100. године, облика закривљеног штапа, познат је под именом cateia. Био је од флексибилног материјала, није могао далеко да лети, али се уза све то враћао пошиљаоцу.
Бумеранг није непознат ни у још севернијим крајевима, те ни на истоку. У северној Скандинавији познат је већ негде 5000. п. н. е. На Уралу се налази 2000. п. н. е., као и у пећинама Олазова у Карпатима, Пољска. Рачуна се да је бумеранг из Олазова стар више од 18,000 година. Овде је несумњиво био веома дуго у употреби. Код Магдебурга у Немачкој пронађени бумеранг датира из 800-400. п. н. е.
У Африци је бумеранг познат од пре неких 6000 година п. н. е. Ширио се по свој прилици од североистока, Судан, па преко Камеруна, Гвинеје, Нигера, Марока те на Канарска острва, према југу није могуће утврдити. Он се након увођења жељеза (око 600. п. н. е.) морао се претворити у каснији нож за бацање.

### Блиски исток
Према тези Ј. Е. Ј. Леноха, могућа прадомовина бумеранга могао би бити Блиски исток а његов развијенији облик 'скимитар' - крва сабља. Штап за бацање одавде се према Леноху раширио Европом, Африком, Индијом. Ово се не поклапа са датирањем бумеранга из Европе. Зна се да су најстарија насеља у алувијалним равницама Сумера припадала култури Убаид из 5000 година пне, некако у времену када Европа већ има бумеранг. Значајан и садржај пећине Олазову у Карпатима.

### Индија
Бумеранг у Индији јављао се на северу, такозвано 'бацајуће дрво', где се дрво за бацање користило у лову. На југу Индије био је присутан пре доласка Енглеза. Данас је култни објект који се више не производи од дрвета, него од слоноваче или жељеза.

### Америка
Неким чудним путевима културе бумеранг јер дошао и у Америку, али и у средишњу Јаву, острво Целебес, Суматру, Квинсленд, осим на крајњем северу и Тасманији. У Америци Индијанци познају 'дрво за бацање' већ 100. године. Служи им за лов на зеца и патке. Познат је примерак бумеранга Хопи Индијанаца који је налик класичном бумерангу Абориџина. Називан је пуутскоху. Овај бумеранг са америчког Југозапада, ширио се даље на југ у Мексико где му је главна намена, опет лов на зеца. И у данашњем Бразилу бумеранг није непознат индијанским чаробњацима.

### Аустралија
Бумеранг је свакако најпознатији по аустралским урођеницима који су га због своје изолованости успели да сачувају, да би га поновно могли открити. Постоје теорије по којима су Абориџини Аустралију населили са острвских подручја данас насељених народима аустронезијске језичне породице. Ово оружје било је присутно у подручјима Индонезије. На југу Целебеса користило се као 'дрво за бацање' да би се терале птице са рижиних поља, а било га је и на средишњем Целебесу, Јави и Суматри. Бумеранг Абориџинима служи за лов, а у ратне сврхе се није користио. На западу Аустралије домороци су њиме ловили рибе.

## Облик
Повратни је бумеранг пропелер. Премда није неопходно да има традиционални изглед, обично је пљоснат. Може имати два или више крилца спојена под углом, тако да за време лета омогућују подизање бумеранга. Већина бумеранга за брзо хватање имају три симетрична крилца, док они за бацање на даљину често имају облик сличан упитнику. Они који су израђени за натицање у дужини трајања лета обично имају једно крилце прилично дуже од другог.
Већи бумеранзи користе се у лову, те падну на земљу након што ударе ловину. Мањи се користе у спорту, те су и једини који се враћају бацачу. Због своје брзе вртње бумеранг лети у кружној путањи, а не у равној.
Постоје различите дисциплине у којима се мери прецизност повратка, кружна путања, хватање, најдуже време лета, брзина хватања, трајност (што више узастопних бацања у пет минута). Савремени спортски бумеранг израђен је од шперплоче или пуног дрвета финске брезе, или пак од пластике или мешаних материјала, а може имати различите облике и боје. Већина спортских бумеранга тежи мање од 100 грама.

## Основна упутства за бацање
- Десноруки бумеранг кружи налево, а леворуки надесно.
- Леворуки и десноруки бумеранг могу се бацати из било које руке, али смер лета не зависи од бацача, већ од бумеранга.
- Потребно је држати једно крилце бумеранга готово усправно, тако да је друго крилце окренуто напред, а пљосната страна од бацача. Држећи вршак крилца између палца и још једног или два прста, бумеранг се брзо баца напред тако што се више пажње посвећује окретању него снази.
- Бумеранг би требало једноставно да лебди, начини лук и да се врати у близину бацача. Идеално би било да га бацач једноставно може ухватити на месту одакле је бачен.
- Бумеранг се не баца водоравно, као фризби. Такво бацање би могло при паду да оштети бумеранг или би бумеранг могао направити штету.